# Islares
Islares es una localidad del municipio de Castro-Urdiales (Cantabria). En el año 2019 contaba con una población de 355 habitantes (INE). La localidad se encuentra a 30 metros de altitud sobre el nivel del mar, y a 8 kilómetros de la capital municipal, Castro-Urdiales.
Destaca del lugar, la iglesia de San Martín, de principios del siglo XVI y las ruinas del hospital de la Vera Cruz datadas en el siglo XVI incluido en el Inventario General del Patrimonio Cultural de Cantabria.

## Costa cárstica

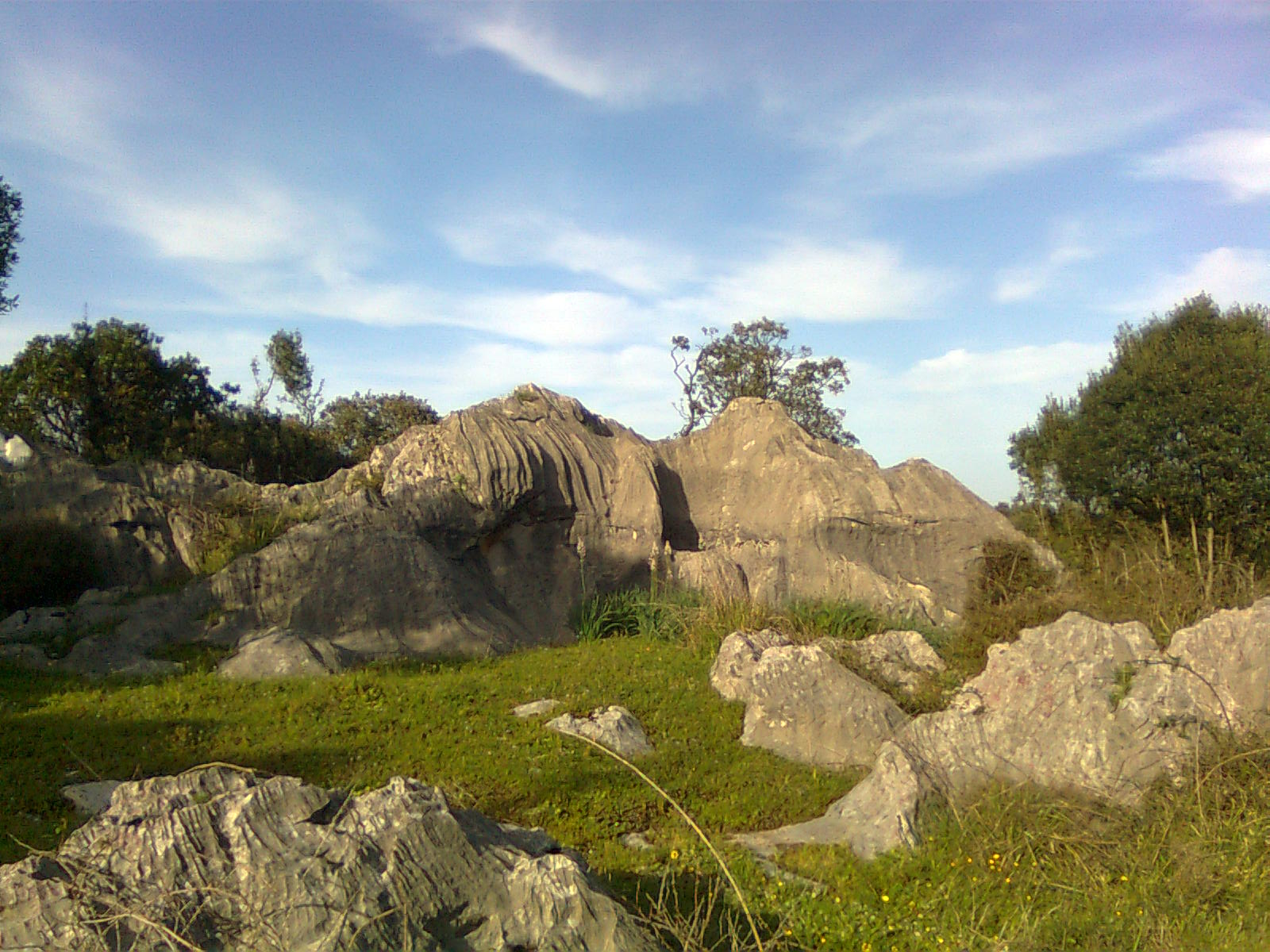
Formación kárstica costera en Islares

La localidad se encuentra sobre un macizo kárstico, que en su mayor proximidad al mar se caracteriza por la acusada erosión de la roca caliza, que ha dado lugar a un bello y singular paisaje de praderas y espeso bosque de encinas (Quercus ilex, var. ilex) y laureles (Laurus nobilis), salpicados de desgastadas y en ocasiones afiladas rocas, que lo hacen difícil de transitar. En él se asienta una rica variedad de especies vegetales, dominadas, en su estrato arbóreo, por las mencionadas encinas y laureles, entre las que medran otras especies como zarzaparrilla (Smilax aspera), rusco (Ruscus aculeatus), asfódelo o gamón (Asphodelus), pulmonaria (Pulmonaria), etc.   